# Sommer-Paralympics 2012/Teilnehmer (Finnland)
| stlisierte Goldmedaille | stlisierte Silbermedaille | stlisierte Bronzemedaille |
| ----------------------- | ------------------------- | ------------------------- |
| 4                       | 1                         | 1                         |

Finnland entsendete zu den Paralympischen Sommerspielen 2012 in London eine aus 35 Sportlern bestehende Mannschaft.

## Teilnehmer nach Sportart

### Bogenschießen
Frauen:
- Saana-Maria Sinisalo

Männer:
- Jean-Pierre Antonios
- Jere Forsberg
- Keijo Kallunki
- Osmo Kinnunen

### Goalball
Frauen:
- Katja Heikkinen
- Kaisu Hynninen
- Iida Kauppila
- Krista Leppanen
- Maija Somerkivi
- Sanna Tynkkynen

Männer:
- Toni Alenius
- Jarno Mattila
- Erkki Miinala
- Ville Montonen
- Tuomas Nousu
- Petri Posio

### Judo
Frauen:
- Paivi Tolppanen

Männer:
- Jani Kallunki

### Leichtathletik
Frauen
- Marjaana Huovinen
- Amanda Kotaja

Männer
- Aleksi Kirjonen
- Esa-Pekka Mattila
- Timo Mustikkamaa
- Toni Piispanen
- Leo Pekka Tahti

### Radsport
Männer:
- Jarmo Ollanketo

### Reiten
Frauen:
- Katja Karjalainen
- Jaana Kivimaki

### Schießen
Frauen:
- Minna Sinikka Leinonen
- Veli Veikko Palsamaki

### Schwimmen
Frauen
- Meri-Maari Makinen

Männer:
- Antti Antero Latikka

### Segeln
Männer:
- Niko Salomaa

### Tischtennis
Männer:
- Esa Miettinen